# Округ Александер (Северна Каролина)
Округ Александер (енгл. Alexander County) је округ у америчкој савезној држави Северна Каролина.

## Демографија
По попису из 2010. године број становника је 37.198, што је 3.595 (10,7%) становника више него 2000. године.
| Група             | 2000.          | 2010.          |
| Белци             | 30.562 (91,0%) | 32.671 (87,8%) |
| Афроамериканци    | 1.557 (4,6%)   | 2.043 (5,5%)   |
| Азијати           | 348 (1,0%)     | 360 (1,0%)     |
| Хиспаноамериканци | 841 (2,5%)     | 1.601 (4,3%)   |
| Укупно            | 33.603         | 37.198         |